# Zeng Shaoxuan
Zeng Shaoxuan (Jiangsu, 29 agosto 1981) è un ex tennista cinese.
Ottiene il suo best ranking in singolare il 4 gennaio 2010 raggiungendo la 299ª posizione del ranking ATP.  Ha fatto parte della squadra cinese di Coppa Davis dal 2002 al 2009 con un record di 16 vittorie e 10 sconfitte tra singolare e doppio. In coppia con Zhu Ben-qiang ha raggiunto nel 2003 la finale dello Shanghai Open 2003 nel doppio venendo sconfitto da Wayne Arthurs e da Paul Hanley con il punteggio di 6-2, 6-4.

## Statistiche

### Tornei minori

#### Singolare

##### Vittorie (3)
| Legenda         |
| Challengers (0) |
| Futures (3)     |

| N. | Data            | Torneo              | Superficie | Avversario in finale | Punteggio        |
| 1. | 18 gennaio 2009 | China F2, Shenzhen  | Cemento    | Zhang Ze             | 6-4, 2-0r        |
| 2. | 18 gennaio 2009 | China F4, Wuhan     | Cemento    | Gong Mao-Xin         | 6-0, 6-1         |
| 3. | 9 agosto 2009   | China F5, Chongqing | Cemento    | Yuichi Ito           | 6-4, 6(4)–7, 6-2 |

#### Doppio

##### Vittorie (0)
| N.  | Data             | Torneo                                       | Superficie  | Compagno      | Avversari in finale                        | Punteggio        |
| 1.  | 9 giugno 2002    | China 1 Satellite W1 2002                    | Cemento     | Xu Ran        | Gianluca Bazzica Christian Persico         | 6-2, 6-4         |
| 2.  | 16 giugno 2002   | China 1 Satellite W2 2002                    | Cemento     | Xu Ran        | Yang Jing-Zhu Zhu Ben-qiang                | 6-2, 3-6, 6-2    |
| 3.  | 22 giugno 2002   | China 1 Satellite W3 2002                    | Cemento     | Xu Ran        | Chung Jong-Sam Kang Byung-Kook             | 6-1, 6-2         |
| 4.  | 25 agosto 2002   | China F3, Ningbo                             | Cemento     | Xu Ran        | Alexandros Jakupovic Anastasios Vasiliadis | 7–6(3), 6-4      |
| 5.  | 20 aprile 2003   | China F1, Taizhou                            | Cemento     | Zhu Ben-qiang | Mirko Pehar Alex Witt                      | 4-6, 6-1, 6-3    |
| 6.  | 27 aprile 2003   | China F2, Taizhou                            | Cemento     | Zhu Ben-qiang | Mirko Pehar Alex Witt                      | 6-2, 6-3         |
| 7.  | 20 luglio 2003   | Spain F14, Elche                             | Terra rossa | Zhu Ben-qiang | Frank Condor-Fernandez Pablo Santos        | 2-6, 6-4, 6-3    |
| 8.  | 10 agosto 2003   | Spain F17, Xàtiva                            | Terra rossa | Zhu Ben-qiang | Richard Brooks Ivan Esquerdo-Andreu        | 7-5, 3-6, 7-5    |
| 9.  | 17 agosto 2003   | Spain F18, Vigo                              | Terra rossa | Zhu Ben-qiang | Diego Hipperdinger Carlos Rexach-Itoiz     | 6-2, 6-4         |
| 10. | 24 agosto 2003   | Spain F19, Irun                              | Terra rossa | Zhu Ben-qiang | Mounir El Aarej Diego Hipperdinger         | 6-2, 6-2         |
| 11. | 18 luglio 2004   | China 1 Satellite W2 2004                    | Cemento     | Xue Feng      | Katsushi Fukuda Takeshi Itoh               | 6-3, 6-0         |
| 12. | 30 luglio 2004   | China 1 Satellite W4 2004                    | Cemento     | Xue Feng      | Yu Xin-Yuan Zhang Yu                       | 7–6(7), 6-3      |
| 13. | 12 marzo 2006    | China F4, Jiangmen                           | Cemento     | Yu Xin-Yuan   | Chris Eaton Andrew Kennaugh                | 6-4, 7-5         |
| 14. | 17 giugno 2006   | Thailand F2, Bangkok                         | Cemento     | Yu Xin-Yuan   | Stephen Mitchell Izak van der Merwe        | 1-6, 6-2, 6-4    |
| 15. | 2 luglio 2006    | Japan F8, Tokyo                              | Cemento     | Yu Xin-Yuan   | Yaoki Ishii Joji Miyao                     | 6-0, 6-3         |
| 16. | 13 agosto 2006   | Thailand F4, Bangkok                         | Cemento     | Yu Xin-Yuan   | An Jae-Sung Chung Hee-Seok                 | 6-2, 5-7, 6-4    |
| 17. | 20 agosto 2006   | Thailand F5, Nonthaburi                      | Cemento     | Yu Xin-Yuan   | An Jae-Sung Chung Hee-Seok                 | 6-2, 4-6, 6-2    |
| 18. | 18 marzo 2007    | Ho Chi Minh Challenger, Città di Ho Chi Minh | Cemento     | Yu Xin-Yuan   | Sebastian Rieschick Wang Jimmy             | 7–6(2), 6-3      |
| 19. | 24 marzo 2007    | Japan F1, Tokyo                              | Cemento     | Yu Xin-Yuan   | Minh Le Hiroyasu Sato                      | 6-2, 7–6(3)      |
| 20. | 31 marzo 2007    | Japan F2, Tokyo                              | Cemento     | Yu Xin-Yuan   | Hiroyasu Sato Wang Yu Jr.                  | 6-3, 7-5         |
| 21. | 5 maggio 2007    | Korea F2, Taegu                              | Cemento     | Yu Xin-Yuan   | Satoshi Iwabuchi [Toshihide Matsui         | 6-3, 5-7, 6-3    |
| 22. | 29 giugno 2007   | China F5, Shenzhen                           | Cemento     | Yu Xin-Yuan   | Shane La Porte Martin Slanar               | 3-6, 6-3, 6-3    |
| 23. | 20 ottobre 2007  | China F7, Pechino                            | Cemento     | Yu Xin-Yuan   | Lin Tzu-Yang Yi Chu-Huan                   | 7–6(4), 6-3      |
| 24. | 8 dicembre 2007  | New Delhi Challenger, Nuova Delhi            | Cemento     | Yu Xin-Yuan   | Pavel Chekhov Michail Elgin                | 6-3, 6-3         |
| 25. | 19 gennaio 2008  | China F1, Shenzhen                           | Cemento     | Yu Xin-Yuan   | Paolo Lorenzi Giancarlo Petrazzuolo        | 7–6(1), 7–6(3)   |
| 26. | 3 febbraio 2008  | China Challenger, Canton                     | Cemento     | Yu Xin-Yuan   | Phillip King Danai Udomchoke               | 1-6, 6-3, [10-5] |
| 27. | 29 giugno 2008   | Reggio Emilia Challenger, Reggio Emilia      | Terra rossa | Yu Xin-Yuan   | Mariano Hood Leonardo Mayer                | 6-3, 6-4         |
| 28. | 20 febbraio 2009 | Australia F2, Berri                          | Erba        | Zhang Ze      | Kaden Hensel Adam Hubble                   | 6-3, 3-6, [10-6] |
| 29. | 7 agosto 2009    | China F5, Wuhan                              | Erba        | Zhang Ze      | Chen I-Ta Yi Chu-Huan                      | 7-5, 7–6(5)      |